# Robert Schälzky
Robert Schälzky (13. srpna 1882 Ryžoviště – 27. ledna 1948 Lana), byl český římskokatolický kněz německé národnosti, československý politik, poslanec Národního shromáždění a velmistr Řádu německých rytířů.

## Biografie
Pocházel z tkalcovské rodiny. Vychodil gymnázium v Opavě a absolvoval teologická studia v Brixenu. Roku 1907 byl vysvěcen na kněze. Pracoval na faře v Bruntálu, později jako katecheta na národní a měšťanské škole. Roku 1926 se stal děkanem v Bruntálu. Roku 1914 spoluzaložil diecézní Svaz katolických spolků německé mládeže olomoucké arcidiecéze, jehož místopředsedou byl. Patřil mezi spolupracovníky Ambrose Opitze, zakladatele křesťansko sociálního hnutí v českých zemích.
Podle údajů k roku 1920 byl profesí katecheta měšťanské školy v Bruntálu.
Veřejně a politicky aktivní byl i po vzniku Československa. V roce 1919 spoluzakládal Národní svaz německých katolíků pro Moravu a Slezsko a od roku 1927 byl jeho předsedou. Od roku 1920 byl členem celostátního vedení DCSVP. V letech 1919–1921 zastával funkci náměstka starosty Bruntálu. V parlamentních volbách v roce 1920 získal za Německou křesťansko sociální stranou lidovou mandát v Národním shromáždění.
Ve straně se specializoval na sociální problematiku. Ve 20. letech musel opustit aktivní politiku kvůli snaze papeže Pia XI. omezit zastoupení kněží v politice. V letech 1936–1948 působil jako velmistr řádu německých rytířů. Pražský arcibiskup ho též jmenoval referentem pro sociální otázky v Německé říšské katolické radě v ČSR.
V roce 1939 byl nacistickým režimem po záboru řádového majetku vypuzen ze sídla na bruntálském zámku. Po válce byl v období od ledna do června 1946 vězněn v Opavě. Později žil v Rakousku a nakonec v Jižním Tyrolsku, kde roku 1948 zemřel.